# Bolitoglossa diminuta
Espèce
Statut de conservation UICN

 VU D2 : Vulnérable
Bolitoglossa diminuta est une espèce d'urodèles de la famille des Plethodontidae.

## Répartition
Cette espèce est endémique de la province de Cartago au Costa Rica. Elle n'est connue que de sa localité type à proximité de Quebrada Valverde, au sud de Tapantí. Elle est présente entre 1 300 et 1 650 m d'altitude.

## Description
Bolitoglossa diminuta mesure environ 66 mm dont un peu plus de la moitié pour la queue. Il s'agit de l'une des plus petites espèces du genre Bolitoglossa.

## Étymologie
Son nom d'espèce, de l'espagnol diminuta, « minuscule », lui a été donné en référence à sa taille.

## Publication originale
- Robinson, 1976 : A new dwarf salamander of the genus Bolitoglossa (Plethodontidae) from Costa Rica. Proceedings of the Biological Society of Washington, vol. 89, p. 289-294 (texte intégral).